# جيريمي بيتر ألين
جيريمي بيتر ألين هو منتج أفلام وكاتب سيناريو ومخرج كندي، ولد في 15 أغسطس 1968 في تورونتو في كندا.

## وصلات خارجية
- جيريمي بيتر ألين على موقع IMDb (الإنجليزية)
- جيريمي بيتر ألين على موقع ألو سيني (الفرنسية)
- جيريمي بيتر ألين على موقع أول موفي (الإنجليزية)
- جيريمي بيتر ألين على موقع قاعدة بيانات الفيلم (الإنجليزية)
- جيريمي بيتر ألين على موقع كينوبويسك (الروسية)